# David Baramidze
David Baramidze ou Baramidzé est un joueur d'échecs allemand né le 27 septembre 1988 à Tbilissi et grand maître international depuis 2004.
Au 1er novembre 2017, il est le sixième joueur allemand et le 200e joueur mondial avec un classement Elo de 2 610 points.

## Biographie
Baramidzé est né en Géorgie. Il a émigré avec ses parents et ses sœurs en Allemagne en 1998.

## Carrière
En 1997 et 1998, Baramidzé remporte la médaille d'argent au championnat d'Europe des moins de dix ans.
En 2002, Baramidzé bat la joueuse Alisa Maric et remporte la deuxième place au tournoi de Rostock. En 2003, il gagne à quinze ans l'Open Neckar à  Deizisau. En 2004, il remporte le tournoi de Lippstadt et la médaille d'argent au championnat du monde cadet (moins de 16 ans) et devient le plus jeune grand maître international allemand à seize ans.
En 2007, il finit à la  3e-10e place ex æquo du championnat d'Europe individuel, ce qui le qualifie pour la coupe du monde d'échecs 2007. Lors de la coupe du monde, il bat Nigel Short au premier tour avant d'être éliminé par Leinier Dominguez.

## Compétitions par équipe
Baramidze a représenté l'Allemagne lors des olympiades de 2008 et 2014, du championnat du monde par équipe de 2013 et des championnats d'Europe par équipe de 2007 et 2013. En 2004, il a remporté la médaille d'or par équipe championnat d'Europe des moins de 18 ans et la médaille d'or individuelle au premier échiquier.